# Смілла та її відчуття снігу
«Смілла та її відчуття снігу» (дан. Frøken Smillas fornemmelse for sne, дослівно «Фрекен Смілла та її відчуття снігу») — другий за хронологією і найвідоміший роман данського письменника Петера Хьоґа, написаний 1992 року і вперше опублікований того ж року данським видавництвом Rosinante & Co.
Українською мовою книгу переклав Володимир Верховень.
Роман, написаний автором-чоловіком від першої особи, від імені жінки, приніс письменнику світову популярність та кілька літературних нагород.
Попри всесвітній успіх і досить доброзичливу критику, у літературних та академічних колах Данії роман сприйнято передусім як комерційний проєкт, а не велику літературу.

## Історія написання
За словами Хьоґа, ідея написання книги виникла після того, як він уві сні побачив сліди білого ведмедя. «Їх було так багато, що вони заповнили всю гору. Я знав, що це в Гренландії. Коли я згадав цей сон, я вже знав, що це початок нової книги». Незабаром він побачив ще один сон, у якому пірнав і опускався на дно в холодній воді: «І на дні я знайшов щось дуже важливе. Після цього я написав „Сміллу“».
Хьоґу було 34 роки, коли він писав цей роман. За його спогадами, у той період ні в нього, ні в його дружини не було грошей, щойно народилася їхня перша дитина, а жили вони втрьох в однокімнатній квартирі. Оскільки для письмового столу не було місця, першу частину роману він написав, зробивши щось на зразок письмового столу, сидячи в кріслі і поклавши дошку на підлокітники. Оскільки його дружина, танцівниця, невдовзі після пологів повернулася на сцену, Хьоґ писав більшу частину «Смілли», сидячи вдома з дитиною.
В одному з інтерв'ю Хьоґ зізнався, що деякі речі в романі йому не вдалися. Якби він писав книгу нині, то зробив би кращим кінець, а також гармонізував співвідношення між першою і другою частинами, але в цілому написав би ту саму книгу.

## Місце та час дії, структура
Основним місцем дії роману є Копенгаген. Деякі події книги, однак, розгортаються на території Гренландії та у відкритому морі на борту корабля. Трагічні події, з яких починається роман, відбуваються напередодні Різдва.
Роман розділено на шість частин: «Місто I», «Місто II», «Місто III», «Море I», «Море II» і «Лід».

## Сюжет
Повертаючись із роботи, Смілла Ясперсен стає свідком трагічних подій: з даху будинку, де вона живе, зірвався хлопчик. Його звуть Ісайя, він син сусідки-алкоголічки. Сміла дбала про нього, поки він був живим. Вона піднімається на дах у спробі зрозуміти, як на даху опинився хлопчик, який боявся висоти. За слідами на снігу вона розуміє, що Ісайю переслідували. Вона повідомляє про свої підозри інспектору, але той вирішує кваліфікувати справу як нещасний випадок та не порушувати розслідування.
Сміла вирішує розібратися у всьому самостійно. Вона розмовляє з усіма, хто так чи інакше мав стосунок до Ісайї, його матері або загибелі його батька Норсака Крістіансена. Сміллі вдається з'ясувати, що хлопчика регулярно обстежували в лікарні, а перед самою відправкою до моргу хтось узяв у нього зразки тканин на біопсію. Результати розтину виявляються засекреченими.
У пошуках відповідей на питання, Сміллі допомагає механік Пітер, який також живе в їхньому будинку. Між Сміллою та Пітером виникає романтичний зв'язок.

## Дійові особи
- Смілла Кваавігаак Ясперсен — данка родом із Гренландії, 37 років, гляціологиня
- Ісайя Крістіансен — шестирічний гренландський хлопчик-ескімос, сусід Смілли
- Юліана Крістіансен — гренландка, мати Ісайї, алкоголічка
- Пітер Фойл — механік, сусід Смілли, який страждає на дисграфію
- Доктор Йоханнес Лоєн — знаменитий данський патологоанатом, професор, директор Гренландського державного центру автопсії
- Доктор Моріц Ясперсен — батько Смілли, відомий данський лікар
- Інспектор Раун — слідчий державної прокуратури
- Доктор Жан П'єр Лаґерманн — патологоанатом Інституту судової медицини Державної лікарні
- Ельза Любінґ — головний бухгалтер Кріолітового товариства «Данія»
- Сиґмунд Лукас — капітан судна «Кронос»
- Девід Вінґ — адвокат Верховного суду, ревізор
- Андреас Фіне Ліхт — арктичний етнограф, доктор філософських наук, доглядач судна «Північне сяйво»
- Бенедикта Глан — учасниця експедиції 1966 року
- Бернард Яккельсен — молодший брат капітана Лукаса
- Терк Вид — власник судна «Кронос», наркоторговець

## Нагороди та премії
- 1992 — премія «Срібний кинджал» британської Асоціації письменників-криміналістів
- 1992 — короткий список премії Едгара Аллана По

## Екранізація
1997 року за романом знято фільм. Роль Смілли Ясперсен виконала британська актриса Джулія Ормонд, роль механіка — Гебріел Бірн.

## Публікації роману українською мовою
2013 року в харківському видавництві Фоліо роман «Смілла та її відчуття снігу» видано українською мовою (переклад Володимира Верховня; ISBN 978-966-03-6142-3).